# Базылев, Дмитрий Фёдорович
Дмитрий Фёдорович Базылев (англ. Dzmitry Fedorovich Bazylev; род. 30 июля 1977, Витебск, Беларусь) — известный белорусский математик и преподаватель, работающий в области алгебры, теории чисел и защиты информации. Автор множества научных статей и учебных изданий. С 2006 по 2014 год - заместитель декана по учебно-воспитательной работе факультета прикладной математики и информатики БГУ. Широкой публике известен благодаря своим методам преподавания математики и чувству юмора.

## Биография

### Образование
В 1984 году Дмитрий поступает в среднюю школу № 37 г. Витебска. По его словам, в начале своего обучения он не имел особого интереса к точным наукам, и даже не успевал по некоторым предметам, в том числе и по математике."Я в пятом классе был таким: на троечки учился…" — говорил сам Базылев о своей учёбе. Однако в 8-м классе Дмитрий Базылев принимает участие в своей первой олимпиаде по математике и занимает 3-е место в своем родном городе. С тех пор он активно участвует во всевозможных математических олимпиадах и конкурсах, а с 11 класса уже сам присылает условия своих задач на математические олимпиады, причем некоторые его задачи попадали в программы республиканских и даже международных олимпиад.

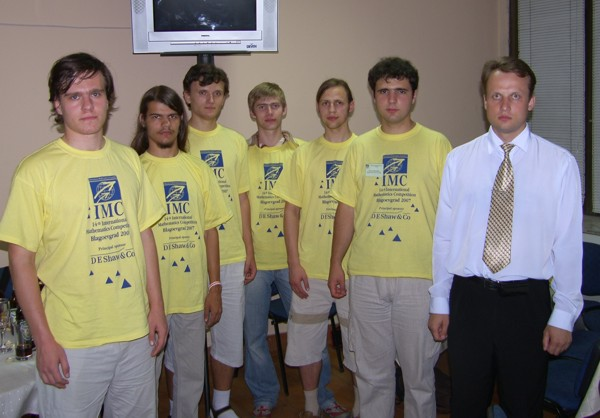
Базылев и участники Международной олимпиады по математике

Заканчивает школу в 1994 году. В том же году поступает на механико-математический факультет БГУ.

### Научная и преподавательская деятельность
В 1999 году он поступает в аспирантуру Института математики Национальной академии наук Беларуси. В 2002 году Дмитрий поступает на работу в отдел алгебры Института математики. С 2005 года работает на кафедре высшей математики факультета прикладной математики и информатики БГУ. 15 мая 2003 Базылев защитил кандидатскую диссертацию на тему «Индексы Ώ-алгебр над полями рациональных функций с коэффициентами в специальных наследственно пифагоровых полях», в связи с чем ему в том же году присуждена учёная степень кандидата физико-математических наук. В 2006 году Дмитрию присвоено учёное звание доцента.
С 2006 года по 2014 год являлся заместителем декана по учебно-воспитательной работе факультета прикладной математики и информатики.
Начал преподавать в лицее БГУ в 2004 году.
После 2010/2011 учебного года Дмитрий Федорович уходит из преподавательского состава лицея БГУ. В настоящее время он преподает на механико-математическом факультете БГУ следующие дисциплины:
- Аналитическая геометрия
- Дифференциальная геометрия

## Участие в работе жюри, олимпиад, турниров, конференций
- Председатель жюри Минской областной олимпиады по математике;
- Член жюри Республиканского турнира юных математиков;
- Член жюри Республиканской научно-исследовательской конференции учащихся;
- Член жюри Республиканской олимпиады по математике среди учащихся;
- Член оргкомитета и жюри студенческой олимпиады по математике БГУ;
- Член оргкомитета и жюри Республиканской студенческой олимпиады по математике;
- Член жюри Международной олимпиады по математике среди студентов университетов;
- Руководитель команды Белорусского государственного университета на Международной олимпиаде по математике среди студентов университетов;
- Автор задач областных, республиканских, международных олимпиад учащихся и студентов.